# Großweil
Großweil település Németországban, azon belül Bajorországban. Lakosainak száma 1585 fő (2023. december 31.). Großweil Sindelsdorf, Ohlstadt és Riegsee községekkel határos.

## Népesség
A település népessége az elmúlt években az alábbi módon változott:
| Lakosok száma | 262  | 551  | 636  | 1133 | 1442 | 1450 | 1439 | 1434 | 1553 | 1585 |
|               | 1875 | 1950 | 1975 | 1987 | 2012 | 2014 | 2016 | 2017 | 2021 | 2023 |

## Fekvése
Benediktbeuerntől délnyugatra, Ohlstadttól északkeletre fekvő település.

## Leírása
A település híres skanzenéről, melyeket régi alpesi parasztházakból alakítottak ki.

## Galéria

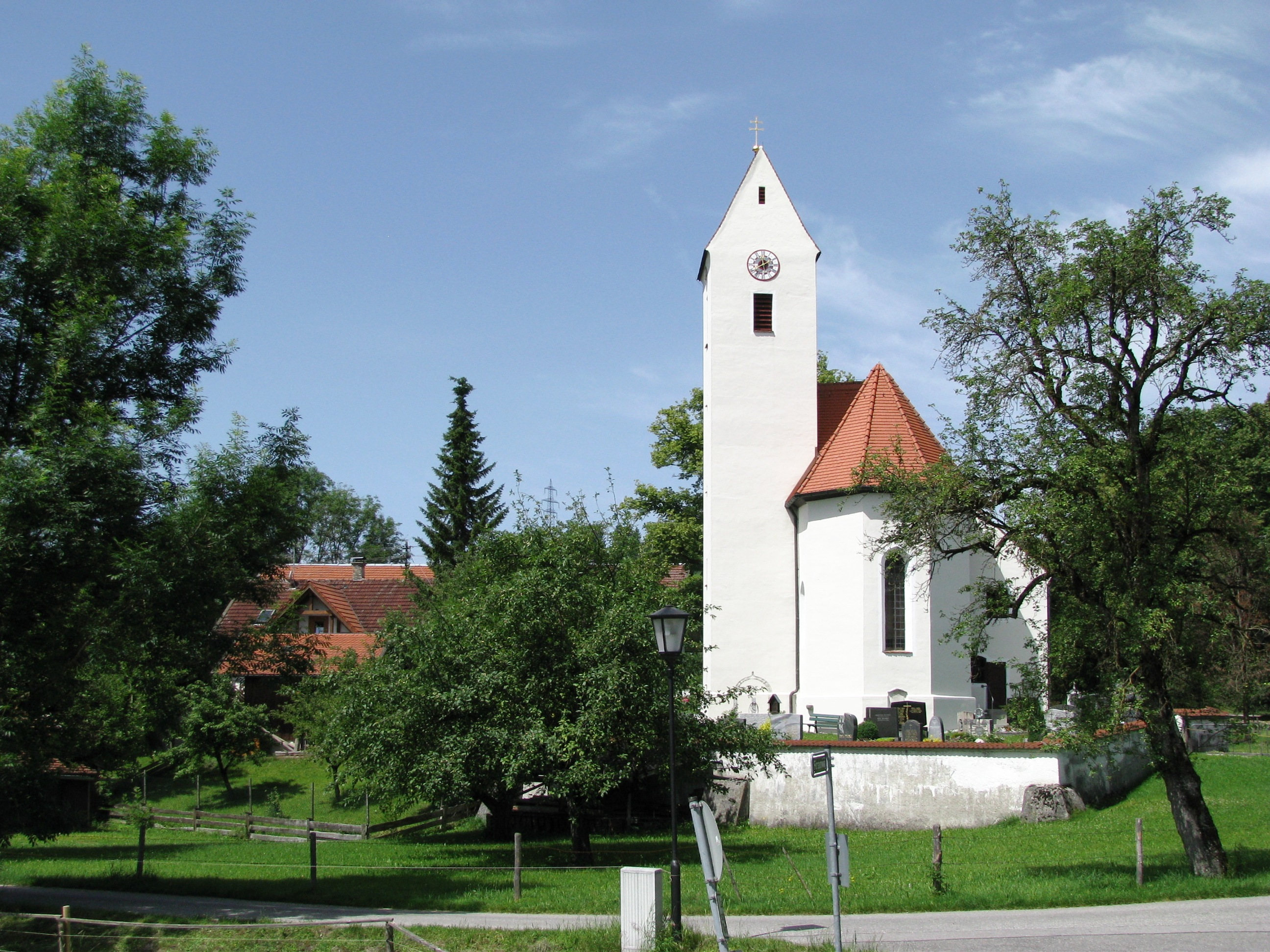
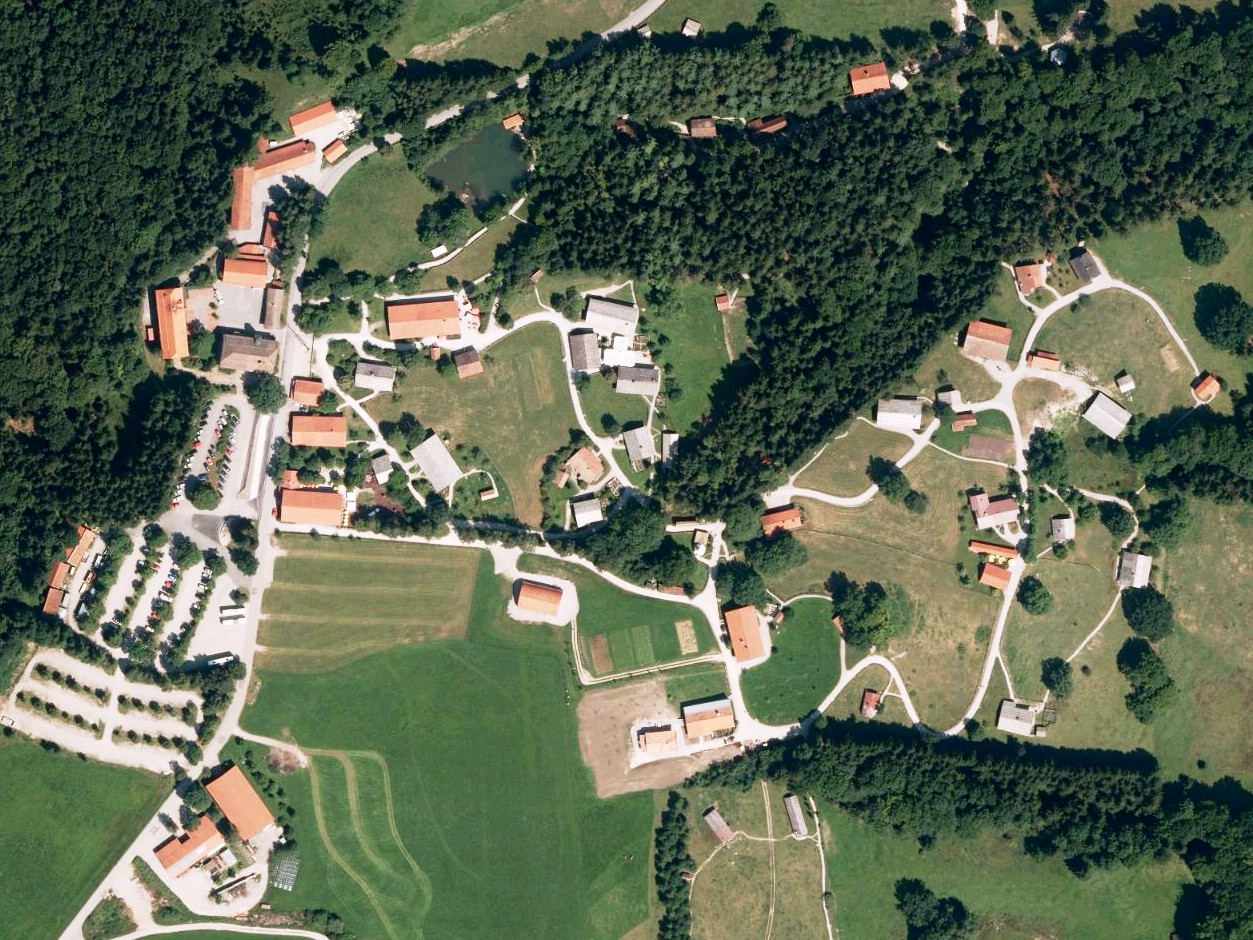
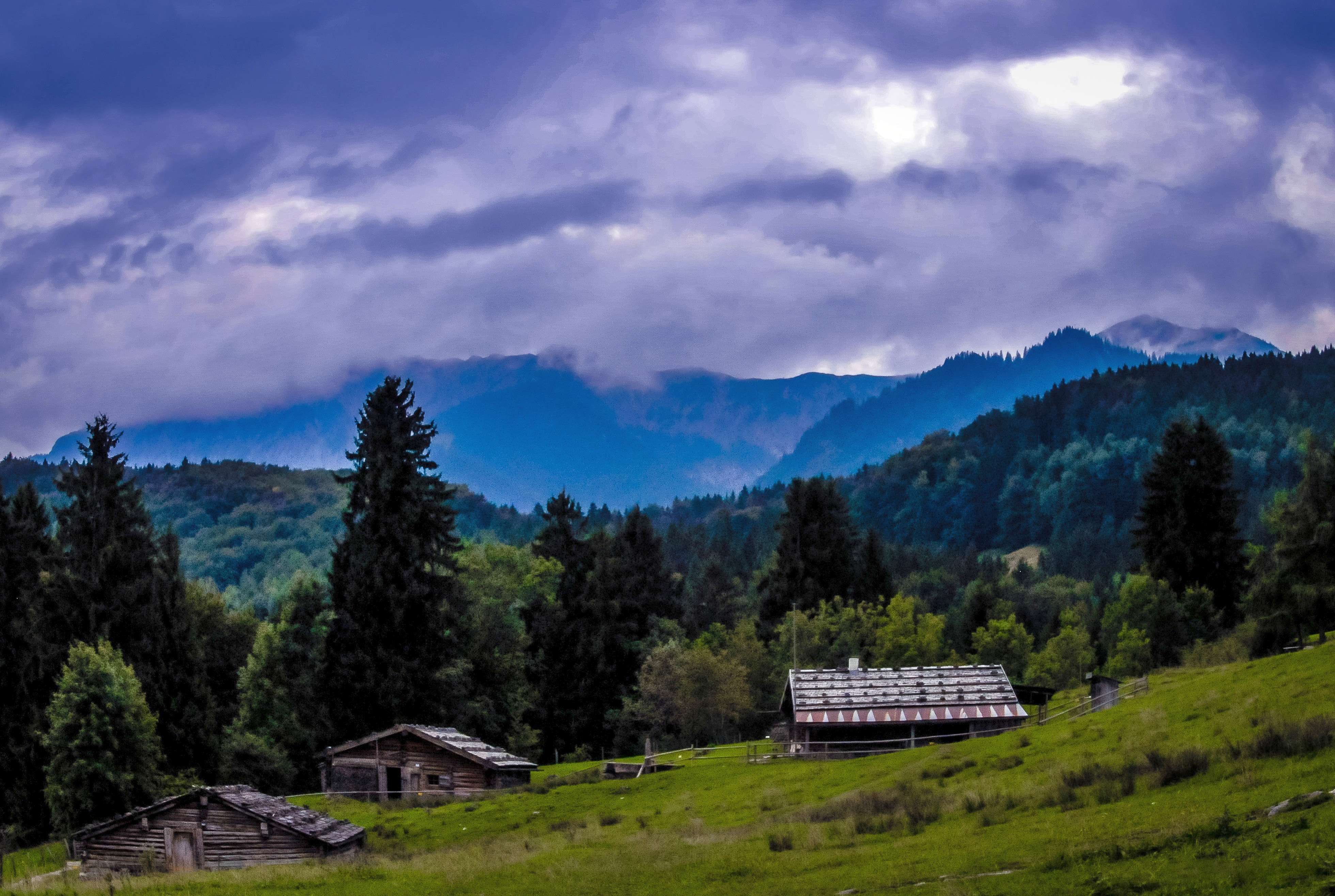
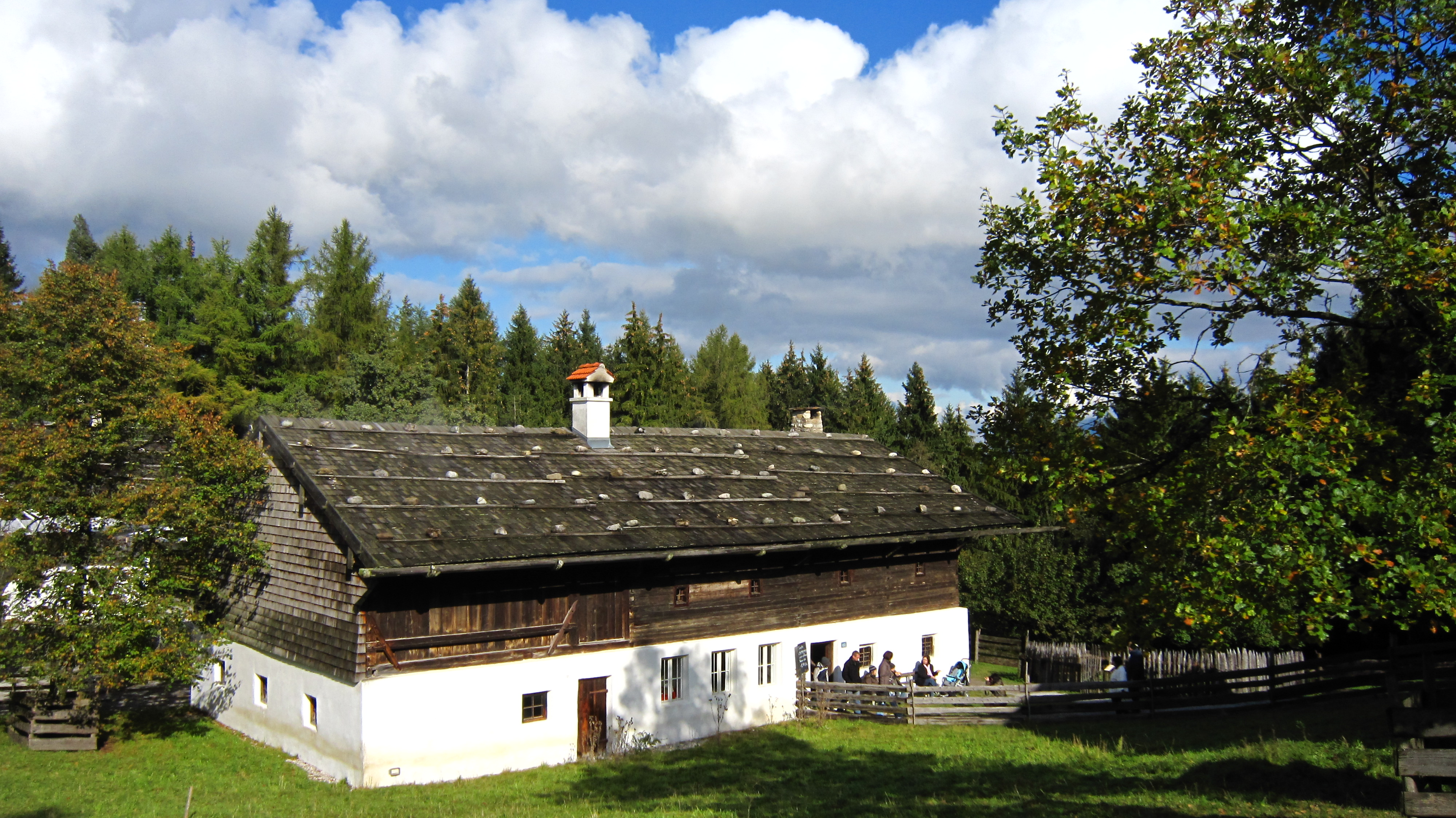
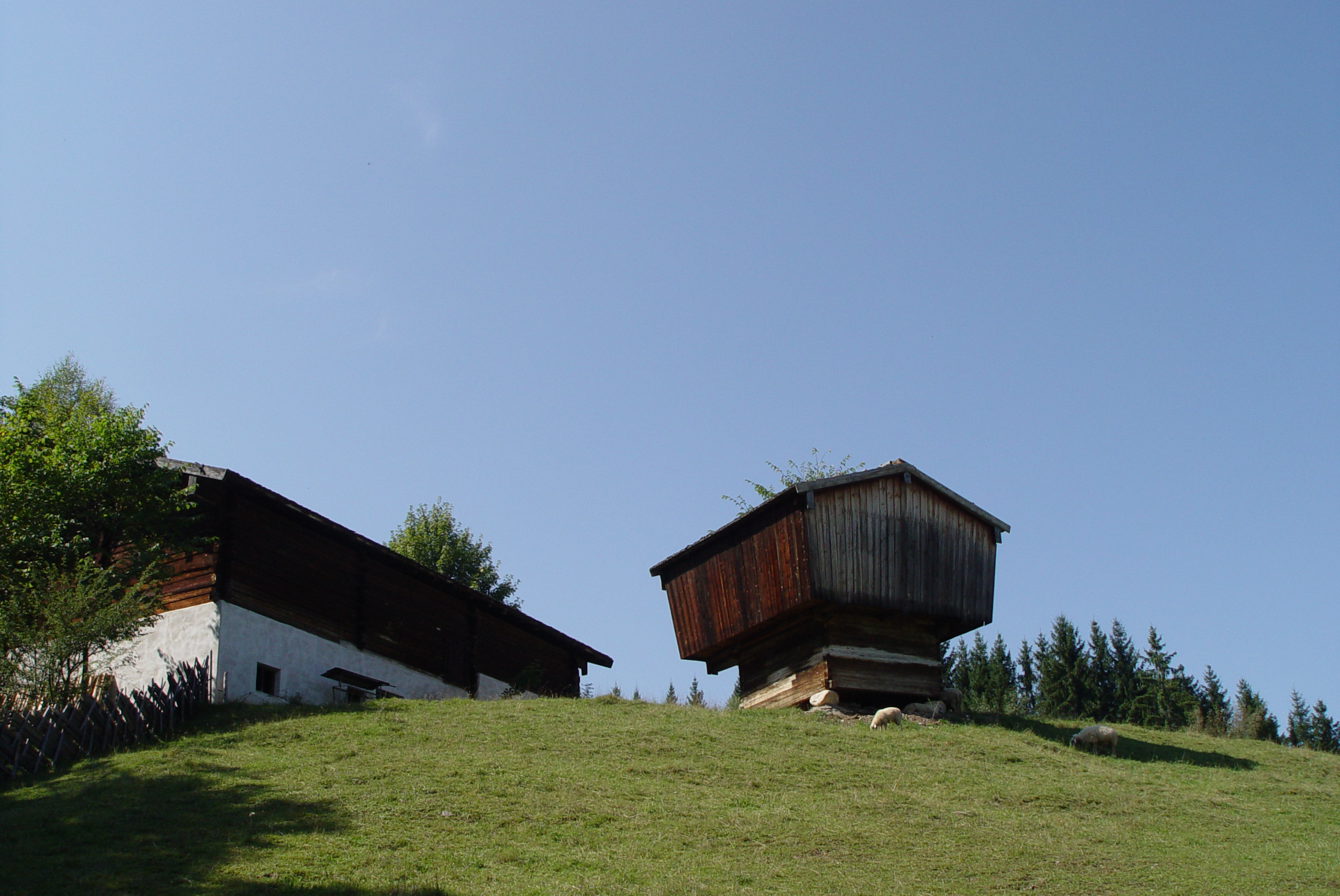
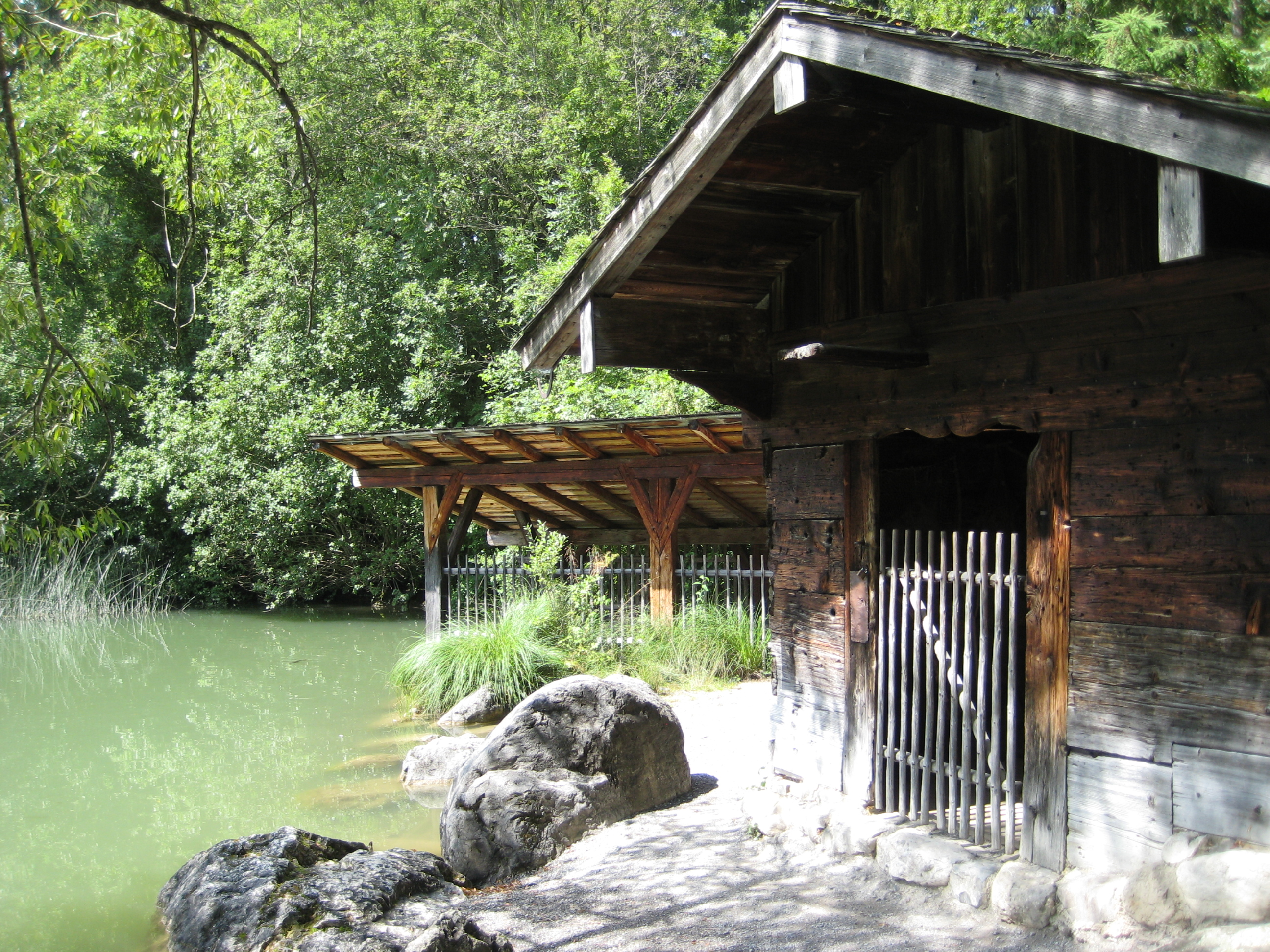
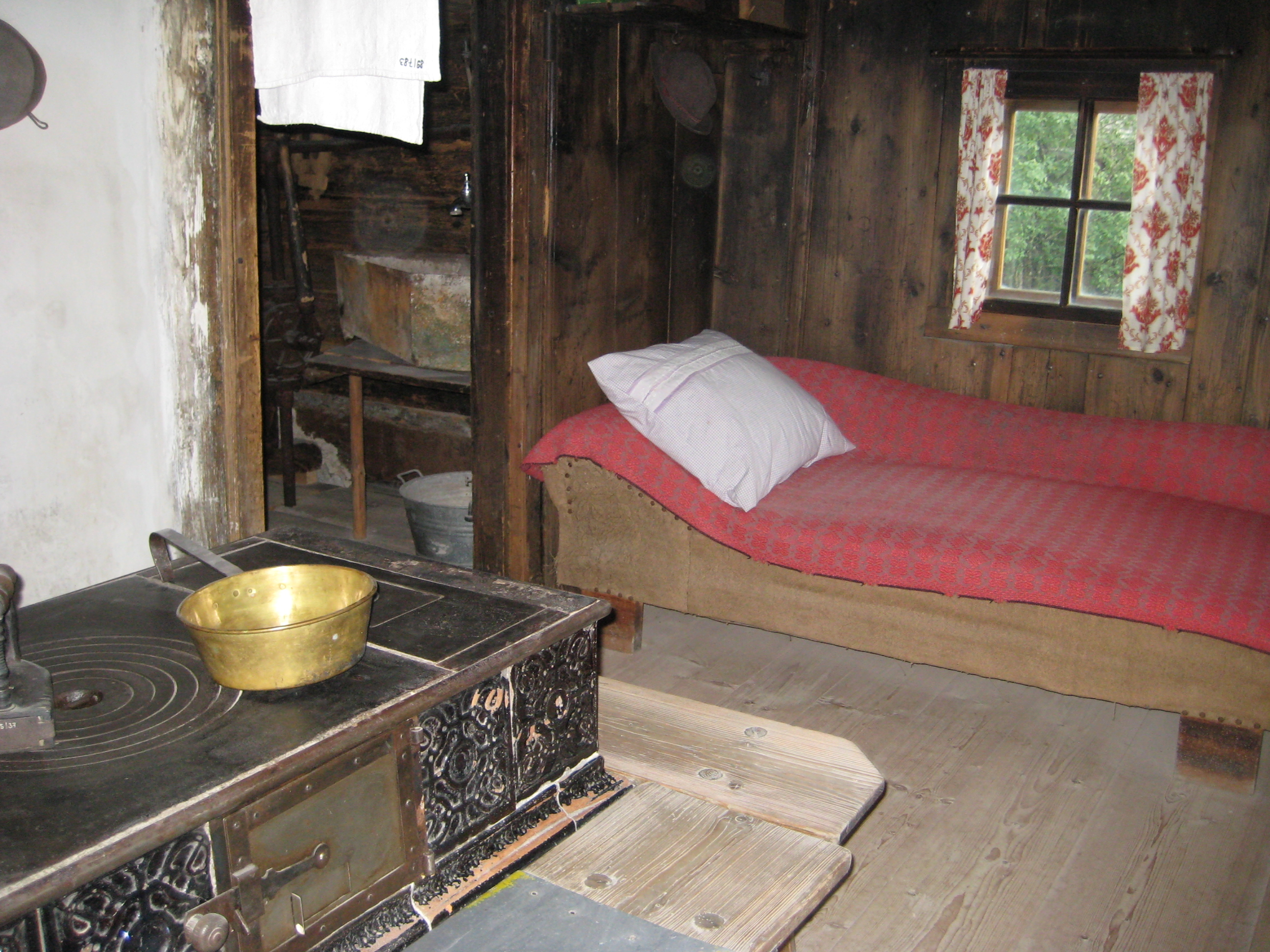
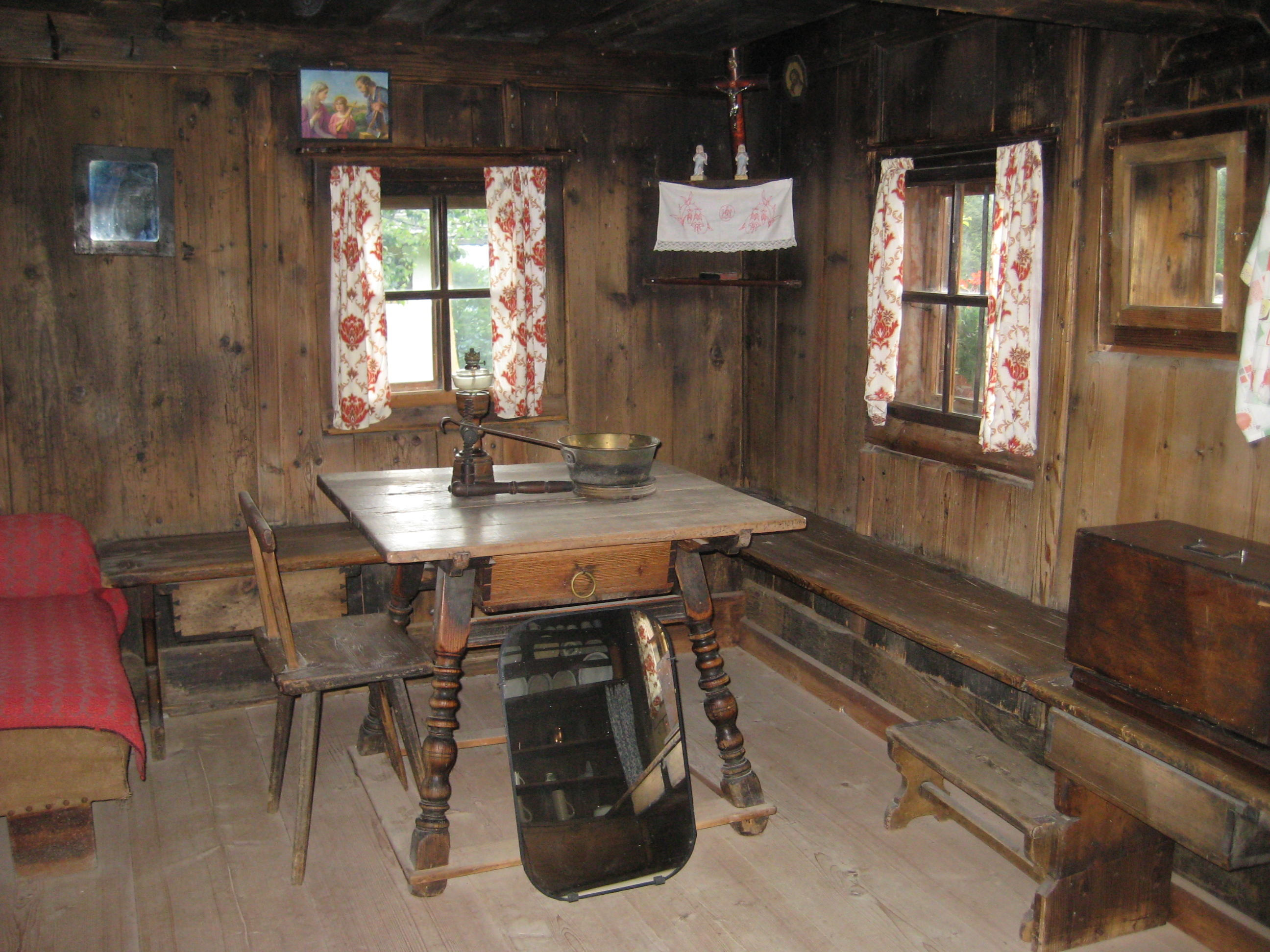
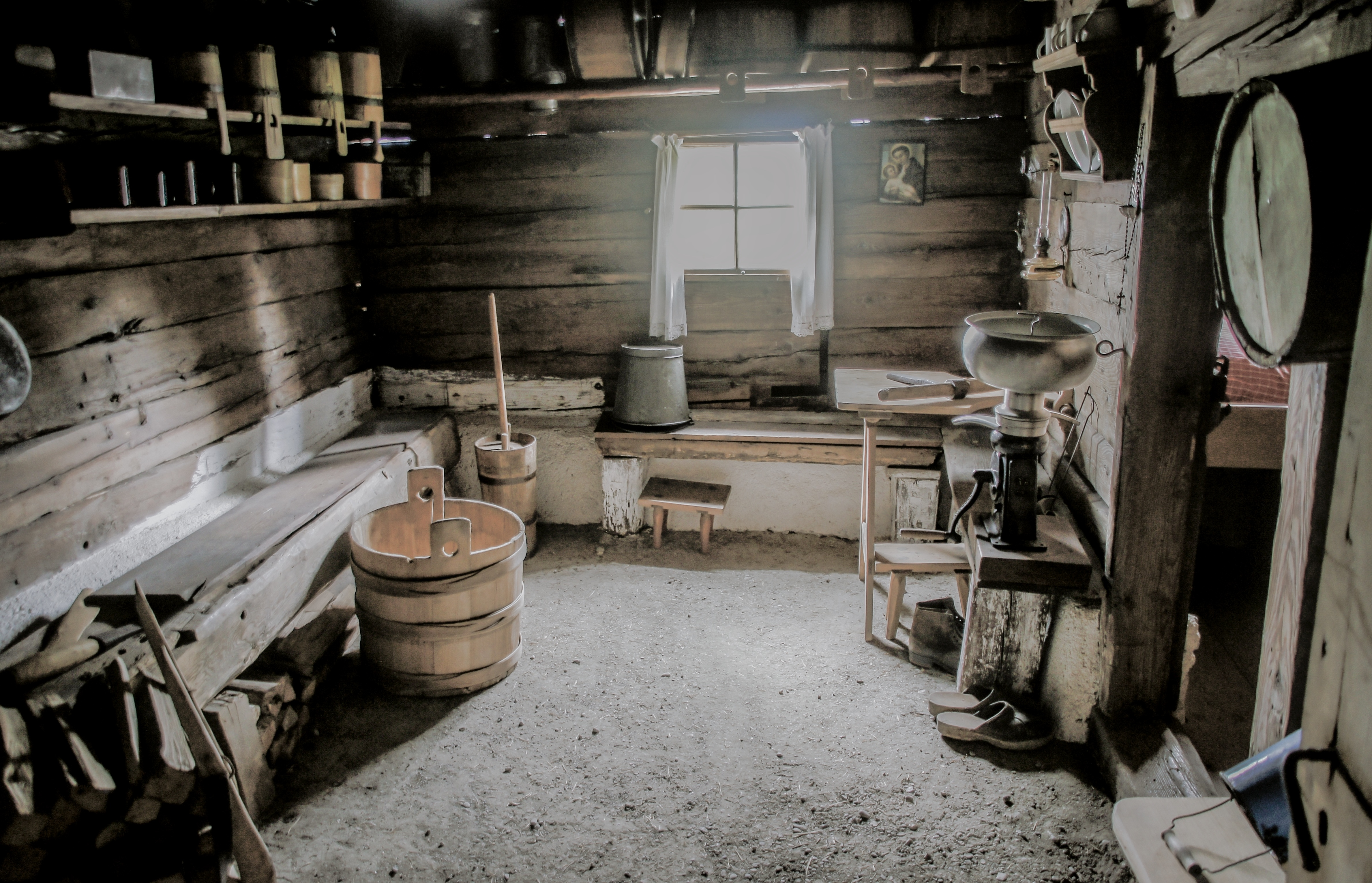
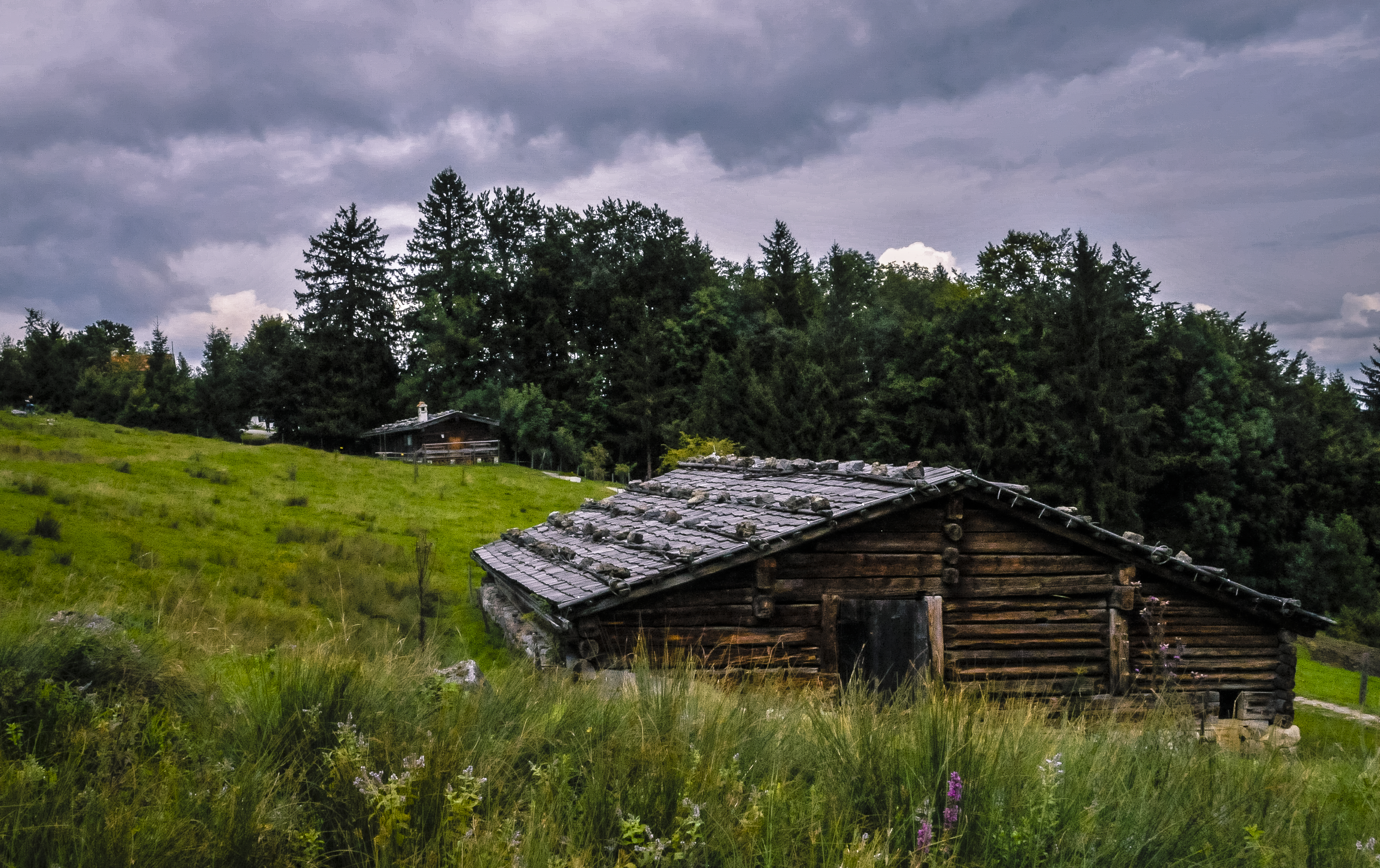
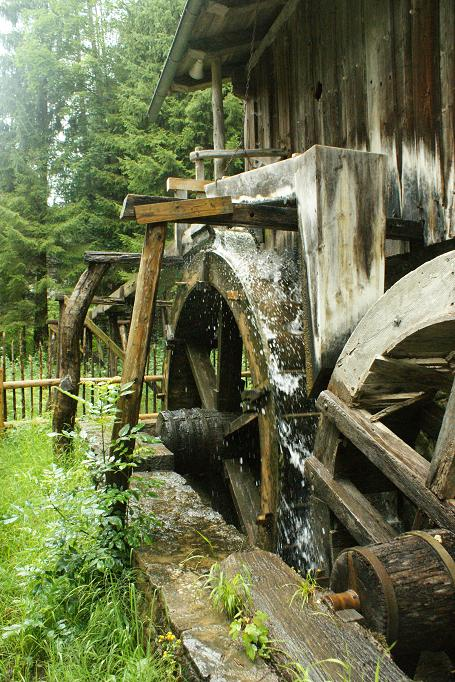
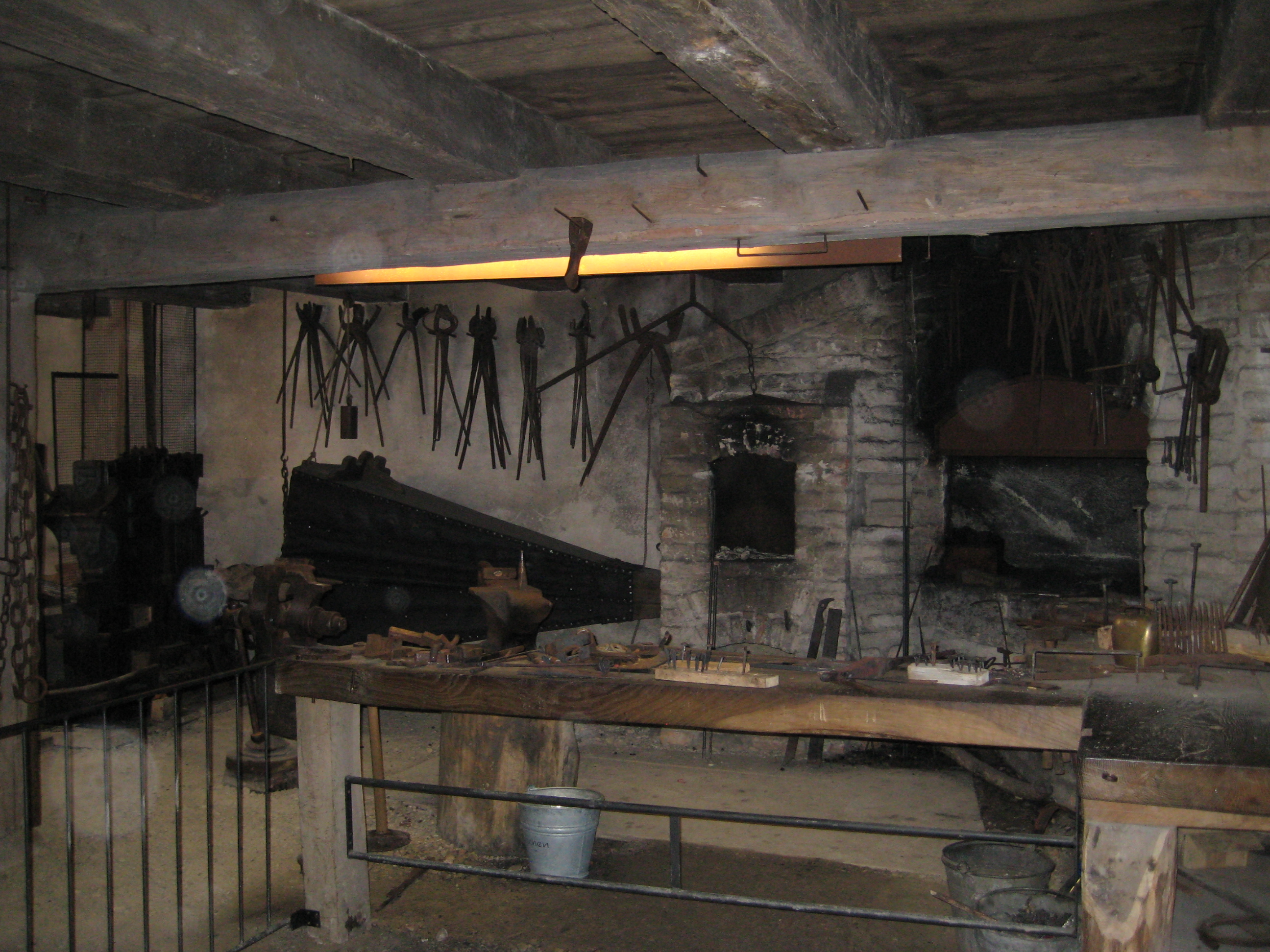
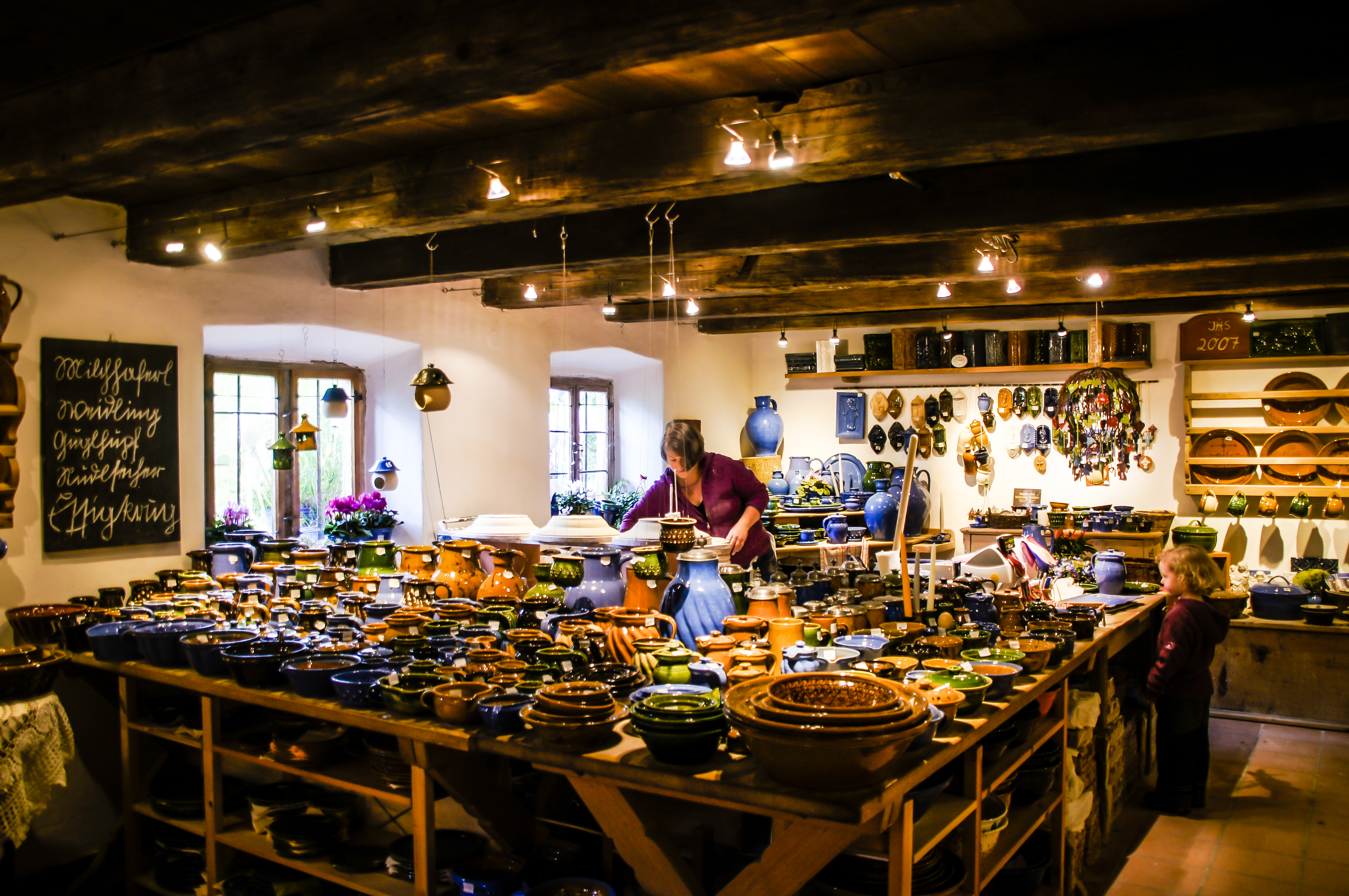